# ITホールディングス
ITホールディングス株式会社（アイティーホールディングス、英: IT Holdings Corporation）は、TIS株式会社（初代）及び株式会社インテックホールディングスの経営統合により2008年4月1日に設立された共同持株会社である。
この統合により売上高ではSI専業で2位グループ（SI首位はNTTデータで売上高約1兆円）の一角を占めることになった。
2016年7月1日にTIS株式会社を吸収合併し、社名をTIS株式会社とした。

## 沿革
- 2007年（平成19年）12月 - TIS株式会社（初代）及び株式会社インテックホールディングス（以下、「両社」）が経営統合することで基本合意。
- 2008年（平成20年）
  - 1月  - 両社が上記基本合意に基づき、最終契約書を締結すると共に株式移転計画を作成。
  - 2月  - 両社の臨時株主総会において、共同株式移転の方法により当社を設立し、両社がその完全子会社となることについて承認決議。
  - 4月  - 両社が共同株式移転の方法により、ITホールディングス株式会社を設立。東京証券取引所市場第一部に上場。
  - 7月  - 株式会社インテックを通じ、株式会社ネクスウェイを子会社化。
  - 10月 - TIS（初代）の保有する子会社9社（株式会社ユーフィット、株式会社アグレックス、クオリカ株式会社、AJS株式会社、株式会社エス・イー・ラボ、TISトータルサービス株式会社、TISリース株式会社、BMコンサルタンツ株式会社、TISソリューションビジネス株式会社）の全株式について、当社を承継会社とする吸収分割を実施。上記9社を当社の直接の子会社とする。
- 2009年（平成21年）
  - 3月  - 株式会社エス・イー・ラボの完全子会社化のため、同社株式に対する公開買付けを通じ、同社に対する議決権所有割合を94.0％とする。
  - 4月  - グループ各社のバックオフィス業務のシェアードサービスを提供する子会社「ITサービスフォース株式会社」を設立。
  - 6月  - エス・イー・ラボの完全子会社化が完了。ブリティッシュ・テレコミュニケーションズ・ピーエルシーと、次世代ITサービス提供のパートナーとしての業務提携に関する基本合意を発表。
  - 7月  - エス･イー･ラボとTISソリューションビジネスが経営統合し、ネオアクシス株式会社を設立。
  - 10月 - インテックがインテックホールディングスを吸収合併。
  - 12月 - ソラン株式会社を完全子会社化し経営統合するため、同社株式に対する公開買付けを通じ、子会社化（議決権所有割合91.5％）。
- 2010年（平成22年）4月  - 
  - ソランの完全子会社化が完了。
  - インテックの保有する子会社2社（株式会社アイ・ユー・ケイ、中央システム株式会社）の全株式について、当社を承継会社とする吸収分割を実施。上記2社を当社の直接の子会社とする。
  - 当社の保有するTISトータルサービスの全株式について、TIS（初代）を承継会社とする吸収分割を実施。TISトータルサービスをTIS（初代）の子会社とする。
- 2011年（平成23年）
  - 2月  - 株式会社ユーフィットを完全子会社化。
  - 4月  - TIS（初代）が、ソラン及びユーフィットを吸収合併。
- 2012年（平成24年）
  - 1月  - 東京本社を新宿区西新宿に移転するとともに、同所にグループ8社の東京地区事業拠点を集約。
  - 10月 - 当社の保有するアイ・ユー・ケイの全株式について、インテックを承継会社とする吸収分割を実施。アイ・ユー・ケイをインテックの子会社とする。
- 2013年（平成25年）
  - 1月  - 当社の保有するBMコンサルタンツ株式会社の全株式について、TIS（初代）を承継会社とする吸収分割を実施。BMコンサルタンツ株式会社をTIS（初代）の子会社とするとともに「TISビジネスコンサルタンツ株式会社」に商号変更。
  - 11月 - 中央システム株式会社を簡易株式交換により完全子会社化。
- 2014年（平成26年）
  - 4月  - TISリース株式会社がリース事業撤退の方針に基づき、リース資産売却の上で解散。
  - 6月  - グループのコーポレートロゴマークを統一するとともに、ブランドメッセージ「Go Beyond」を制定。
  - 12月 - 株式会社アグレックスの完全子会社化のため、同社株式等に対する公開買付けを通じ、同社に対する議決権所有割合を93.3％とする。
- 2015年（平成27年）3月  - アグレックスの完全子会社化が完了。
- 2016年（平成28年）7月 - TIS（初代）を吸収合併。事業持株会社となり、TIS株式会社（2代）に商号変更。インテックなどのその他グループ会社はTIS傘下の子会社となる。

## 事業所
- 本社 - 東京都新宿区西新宿8丁目17番1号　住友不動産新宿グランドタワー

## グループ企業
主要会社
- TIS株式会社
- 株式会社インテック
- 株式会社アグレックス
- クオリカ株式会社
- AJS株式会社

国内グループ会社
- ITサービスフォース株式会社
- ｉビジネスプロセスサービス株式会社
- 株式会社アイ・ユー・ケイ
- アグレックスファインテクノ株式会社
- アルメック株式会社
- 株式会社イン・エックス
- 株式会社インテック・アイティ・キャピタル
- 株式会社インテック ソリューション パワー
- ACメディカル株式会社
- 株式会社クラウド・スコープ・テクノロジーズ
- 株式会社高志インテック
- 株式会社興伸
- 株式会社スカイインテック
- ソランピュア株式会社
- 中央システム株式会社
- TISシステムサービス株式会社
- TISソリューションリンク株式会社
- TIS東北株式会社
- TISトータルサービス株式会社
- TIS長野株式会社
- TIS西日本株式会社
- TISビジネスコンサルタンツ株式会社
- TIS北海道株式会社
- 登録管理ネットワーク株式会社
- ネオアクシス株式会社
- 株式会社ネクスウェイ
- 北国インテックサービス株式会社
- 株式会社マイクロメイツ
- 株式会社マイテック
- メディカル統計株式会社